# Prosopis rojasiana
Prosopis rojasiana es una especie arbórea perteneciente al género de fabáceas Prosopis. Habita en el centro-sur de Sudamérica.  

## Distribución
Se distribuye en ambientes semitropicales chaqueños con suelos arcillosos en el chaco paraguayo y el norte de la Argentina.

## Características
Es un árbol subáfilo, bajo, con una altura de entre 2 y 6 m, de ramas verdes, estriadas, con largas y delgadas espinas. Las hojas son caducas, uniyugadas. Las flores se presentan en una inflorescencia en espiga, de color amarillo, con estambres lilas. El fruto es una legumbre rojiza, carnosa, lineal, comprimida, de una longitud entre 4 y 5 cm y un ancho de 7,8 mm.

## Taxonomía
Prosopis rojasiana fue descrito en el año 1941 por el botánico argentino Arturo Eduardo Burkart.
Etimología
Etimológicamente, el nombre genérico Prosopis proviene del griego antiguo y podría significar ‘hacia la abundancia’ ("pros" = ‘hacia’ y "Opis" = ‘diosa de la abundancia y la agricultura’). El nombre específico rojasiana rinde honor al botánico y científico paraguayo Teodoro Rojas Vera.